# Gladiolus angustus
Gladiolus angustus es una especie de gladiolo. 

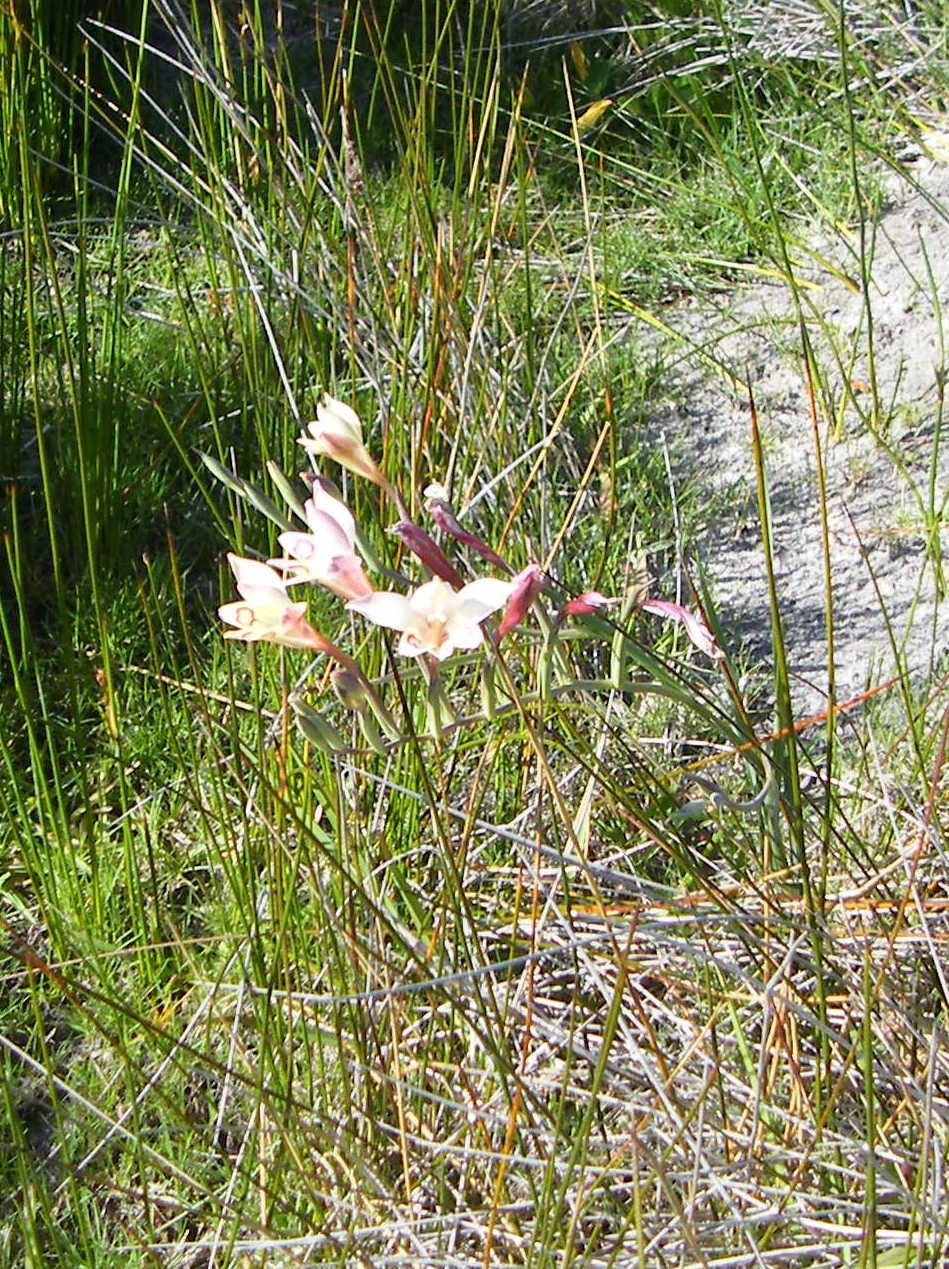
Vista de la planta

## Descripción
Es una hierba que crece desde un cormo y alcanza un tamaño de 30 a 60 centímetros de altura. Tiene hojas basales en forma de espada con venas prominentes. Cada inflorescencia tiene dos o tres flores con brácteas en forma de lanza. Las flores en forma de embudo son de color blanco o crema, a veces teñida de rosa. El fruto a menudo no se desarrolla. Esta planta es originaria de Sudáfrica, pero se ha convertido en invasoras en otras partes y naturalizado en muchos lugares, especialmente en Australia. 

## Taxonomía

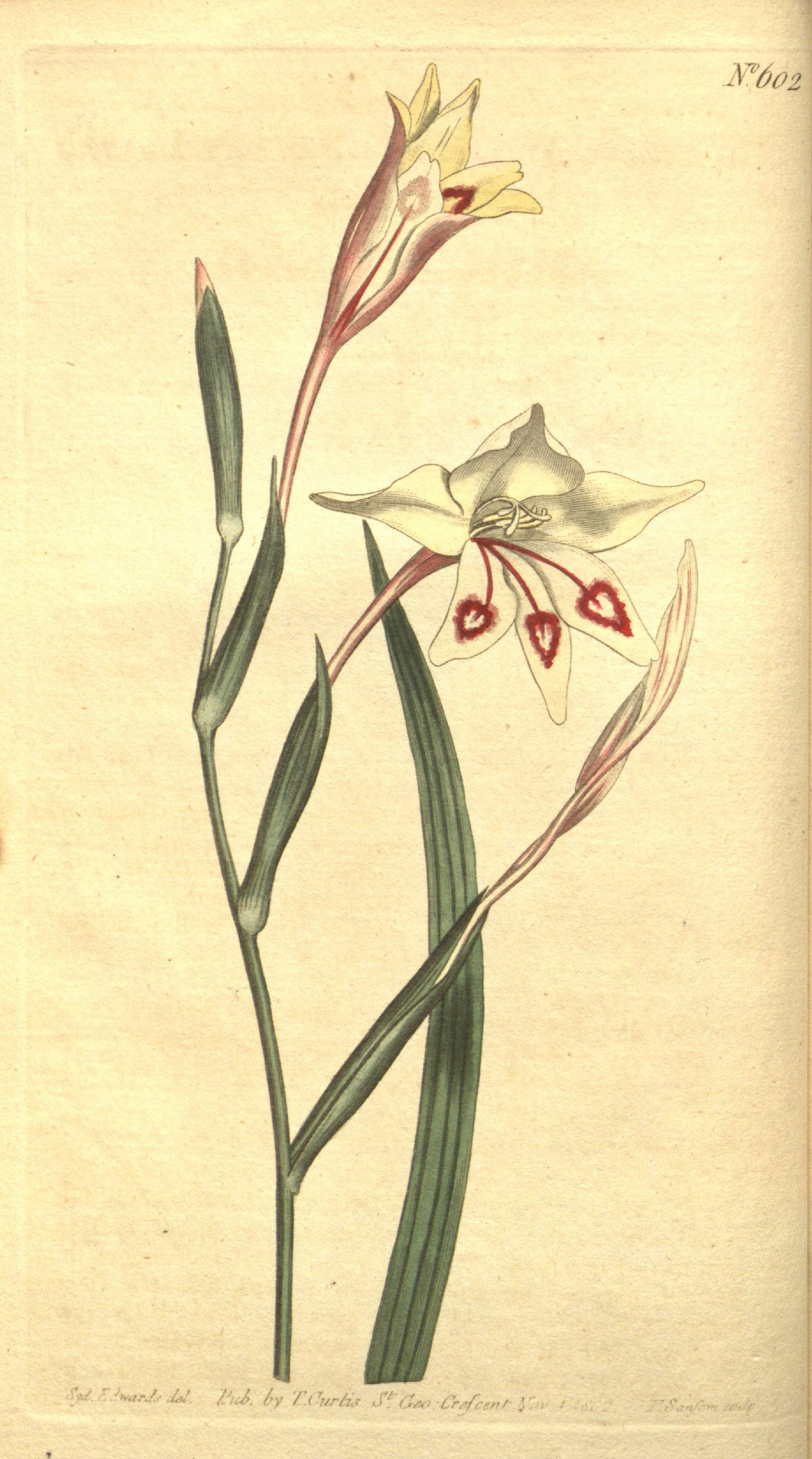
Ilustración de 1803

Gladiolus angustus fue descrita por Carlos Linneo y publicado en Sp. Pl. 37 1753.
Etimología
Gladiolus: nombre genérico que se atribuye a Plinio y hace referencia, por un lado, a la forma de las hojas de estas plantas, similares a la espada romana denominada "gladius". Por otro lado, también se refiere al hecho de que en la época de los romanos la flor del gladiolo se entregaba a los gladiadores que triunfaban en la batalla; por eso, la flor es el símbolo de la victoria.
angustus: epíteto latíno que significa "estrecho".
Sinonimia
- Gladiolus angustifolius Salisb.
- Gladiolus telifer Stokes[5][6]